# Gastone Novelli (artista)
Gastone Novelli (Vienna, 1º agosto 1925 – Milano, 22 dicembre 1968) è stato un pittore e docente italiano operante negli anni sessanta.
Artista della corrente informale, attivo in vari settori dell'avanguardia.

## Biografia
Figlio di Margherita Mayer von Ketchendorf, nobildonna austriaca, e Ivan Novelli, addetto militare presso l'Ambasciata italiana, nasce a Vienna il 1º agosto 1925.
Nel 1941 Novelli si iscrive all'Accademia di Belle Arti, dove frequenta i corsi di scultura. Alla fine del 1943, appena diciottenne, si unisce a un gruppo di partigiani e in ottobre viene arrestato, incarcerato e torturato a Regina Coeli. Condannato a morte, la pena viene commutata in carcere a vita grazie all'intervento della madre presso alte cariche del governo tedesco. Viene liberato nel giugno 1944 con l'entrata delle truppe alleate a Roma. Nel 1945 si trasferisce a Firenze, dove riprende gli studi e si laurea in Scienze Politiche e Sociali. 
Nel febbraio del 1948 Novelli parte per il Brasile. Durante questo primo soggiorno inizia a dipingere. Dà anche avvio a una piccola attività nel campo del design e degli allestimenti, realizzando bozzetti pubblicitari e ceramiche, e progettando stand e padiglioni per fiere ed esposizioni (alla Fiera Folcloristica di San Paolo nel 1949; alla II Esposizione industriale di San Carlos nel 1950; e all'Esposizione del IV Centenario di San Paolo nel 1954).
All'inizio del 1950, in occasione della sua prima mostra personale al Teatro Palazzo Sistina di Roma, Novelli rientra in Italia. Ad aprile sposa Giovanola Ripandelli e con lei riparte per il Brasile, dove resta fino alla fine del 1954.
Nel 1953 ottiene l'incarico per l'insegnamento di composizione all'Istituto Superiore del Museu de Arte di San Paolo. Tramite il colto ambiente che gravitava intorno a Pietro Maria Bardi, allora direttore del museo, Novelli entra in contatto con la cultura artistica d'avanguardia brasiliana e internazionale. Nel 1953 incontra Max Bill, invitato a San Paolo per alcune conferenze, ed ha modo di conoscere il lavoro di Paul Klee, dello stesso Bill, di Alexander Calder e di Le Corbusier, artisti a cui il museo brasiliano dedica proprio in quegli anni ampie mostre monografiche. Abbandonato il linguaggio espressionista delle opere giovanili, tra il 1951 e il 1955 le ricerche di Novelli si indirizzano verso l'astrazione concretista (Un cubo si sviluppa in n.p., 1953; Serie di triangoli, 1955).
A San Paolo Novelli tiene diverse mostre personali: alla Galeria Domus nel 1951, alla Galeria Ambiente e alla Galeria Tenreiro nel 1952, e al Museu de Arte nel 1953. Prende parte inoltre ad alcune importanti esposizioni collettive, tra cui la I, la II e la III Biennale di San Paolo al Museu de Arte Moderna, nel 1951, nel 1953 e nel 1955.
Nel 1955 Novelli torna a stabilirsi in Italia. 
Con la Galleria La Salita Novelli realizza nel 1957 un album litografico accompagnato dai versi di Dacia Maraini e, sempre nello stesso anno, pubblica con un "monumento" della ricerca letteraria di quegli anni, Emilio Villa, Un eden precox, in trentasette esemplari, accompagnati da tre monotipi e da un disegno originale.
Nel 1960 vince il premio offerto dal Presidente della Repubblica all'ottava edizione del Premio Spoleto.
Nel 1962 con Vanni Scheiwiller pubblica un piccolo e prezioso volumetto intitolato Antologia del possibile che contiene, insieme agli scritti di Edoardo Sanguineti, Elio Pagliarani, Giuliani, Paz anche opere di Emilio Vedova, Pietro Consagra, Piero Dorazio, Achille Perilli, Cy Twombly e Arnaldo Pomodoro. Troppo facile pensare all'assonanza di intenti tra artista ed editore, entrambi affascinati dalla convergenza stimolante di arte e scrittura.
Nel gennaio dello stesso anno Novelli esegue trentaquattro disegni che accompagnano il testo di Histoire de l'œil di Bataille, pubblicati in un unico esemplare. Nel 1964 disegna le tavole che illustrano il testo di Pelle d'asino di Alfredo Giuliani e Pagliarani. Lavora per il Das Bad der Diana di Pierre Klossowski, stampa tavole litografiche per il Vita Vita Vita di Augusto Frassineti e nel 1966 pubblica il resoconto di un suo soggiorno in Grecia, Viaggio in Grecia, una sorta di diario, iniziato nel 1962, che viene stampato in quarantacinque esemplari. Realizza opere grafiche con gli amici poeti con i quali sperimenta, sulle pagine della rivista Grammatica, una successione di strip da fumetto sui testi estrapolati dalla fraseologia dei fotoromanzi e dei film. L'esperienza lo porterà a realizzare un vero e proprio libro a fumetti, Viaggi di Brek, con l'editore veneziano Alfieri. Presenterà questo libro alla libreria Feltrinelli di Roma con un cappello cinese in testa sotto un grande ritratto di Mao. È il 1967 e l'impegno politico di Novelli, sempre presente in tutta la sua opera, diventa il tema centrale della sua vita e quindi della sua pittura. 
La stessa rivista Grammatica dedica un intero numero a Gastone Novelli, non tanto una monografia «ma qualcosa che forse è ancora più utile in quanto fornisce gli strumenti adatti per un'interpretazione più approfondita di quanto non sia stato fatto fino ad ora della straordinaria vicenda di questo pittore». Nell'articolo troviamo la stigmatizzazione dei regimi autoritari e della cultura borghese (viene portato ad esempio Benedetto Croce) che hanno sempre richiesto un'arte oleografica, stereotipata e banale, propugnando il proprio metodo sperimentale, che non avrebbe «aspettato il '68 per iniziare la sua contestazione».
L'anno successivo è invitato a esporre, con una sala personale, alla Biennale di Venezia. Il giorno dell'inaugurazione decide, come molti altri artisti, di chiudere la sala in segno di protesta contro la presenza della polizia nei Giardini della Biennale. Scrive sul retro di una tela (tutte le opere sono voltate verso il muro): "La Biennale è fascista".
Poco dopo si trasferisce a Milano nello studio di Via Orti 19 e inizia a insegnare a Brera. Ai primi di dicembre del 1968 viene ricoverato per un'operazione e muore in seguito ad un collasso postoperatorio, pochi giorni prima di Natale.
Sue opere nella collezione Solomon R. Guggenheim, alla National Gallery of Art di Washington, al MOMA di New York, al Palazzo Reale di Milano, allo GNAM di Roma e alla Collezione Roberto Casamonti di Firenze. 